# Daniel Myschetzky
Daniel Petrovitj fyrste Myschetzky (11. april (juliansk: 29. marts) 1891 i Sankt Petersborg – 29. august 1981 i København) var en russisk adelsmand og diplomat, far til Andrej Myschetzky og Warwara Wahl.
Han var søn af fyrste, generalløjtnant og godsejer i Pskov Pjotr Nikolajevitj Myschetzky (1858-1925) og Nadezhda Nikolajevna Samjatin (død 1943), var elev på Det Kejserlige Alexander-Lyceum i Zarskoje Selo indtil 1911 og tog statsvidenskabelig eksamen. Han gjorde under Første Verdenskrig tjeneste i generalstaben i Sankt Petersborg. Under den russiske revolution i 1917 flygtede han sammen med sine forældre til Danmark og blev attaché ved den russiske legation indtil 1926, hvor Sovjetunionen overtog kontrollen med den, og senere prokurist i forsikringsselskabet Rossija. I flere år var han kirkeværge i Aleksander Nevskij Kirke.
22. januar 1917 ægtede han i Sankt Petersborg Vera Wjatcheslavovna Gotovzoff (26. maj (juliansk?) 1894 i Sankt Petersborg - 7. november 1964 i København).
Han er begravet på Assistens Kirkegård.